# هایدلبرگ-کیرشهایم
هایدلبرگ-کیرشهایم (به آلمانی: Kirchheim) یک منطقهٔ مسکونی در آلمان است که در هایدلبرگ واقع شده‌است. هایدلبرگ-کیرشهایم ۱۵٬۶۳۸ نفر جمعیت دارد.